# NGC 5036
NGC 5036 este o galaxie lenticulară situată în constelația Fecioara. A fost descoperită în 25 ianuarie 1887 de către Francis Leavenworth.